# Phacelia campanularia
Phacelia campanularia es una planta de la familia de las boragináceas nativa del desierto de Sonora y el de Mojave y habita en zonas abiertas arenosas por debajo de los 1.600 m s. n. m.

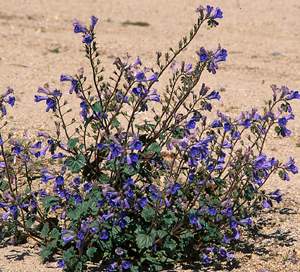
Vista de la planta

## Descripción
Especie anual cuya altura supera los 50 cm. Toda la planta está cubierta de glándulas y vellosidades cortas. Las hojas, de color verde claro o gris, son dentadas, de forma oval a redondeada y con venas rojizas, al igual que el tallo. Las flores son acampanadas con cinco pétalos de color azul oscuro a púrpura de 15-40 mm de largo y cinco estambres sobresalientes con anteras de color claro. Florecen en curvadas cimas. Su nombre específico Campanularia hace referencia a su parecido con el género Campanula.

## Taxonomía
Phacelia campanularia fue descrito por Asa Gray y publicado en Synoptical Flora of North America 2(1): 164. 1878.
Sinonimia
- Phacelia minor var. campanularia (A. Gray) Jeps.